# Бойни действия
Бойни действия – организирано използване на сила и средства за изпълнение на поставените бойни задачи от воинските части, съединенията и обединенията на видовете Въоръжени Сили и родове войски (сили), т.е. водене на война на оперативно, оперативно-тактическо и тактическо равнище.
Воденето на война на по-високото, стратегическо ниво на организация се нарича военни действия. Така погледнато, бойните действия влизат във военните действия в качеството на съставна част – например, когато фронта (войсковото обединение) – (група фронтове) – води военни действия във вид на стратегическа настъпателна операция (или между операциите), входящите в състава на фронта армии и корпуси водят бойни действия във вид на настъпление, рейдове и т.н.
Разновидност на бойните действия са бойните действия на войските (силите) на противовъздушната отбрана (ПВО), военновъздушните сили (ВВС), военноморския флот (ВМФ) и т.н.

## Състав
Основни видове:
- настъпление;
- отбрана;

Спомагателни видове:
- насрещен бой;
- окопен бой (позицонна война);
- тактически (прегрупиране на войските) и т.н.

## Характер
В съвремието бойните действия се характеризират със следните черти:
- решителност на целите;
- голям пространствен размах;
- висока маневреност;
- динамичност;

Качеството на организацията на бойните действия заедно с бойните свойства на въоръжението и военната техника определят бойната ефективност на бойните действия.

## В противопожарната охрана
Бойни действия – предвиденото в устава организирано използване на силите и средствата на противопожарната охрана за изпълнение на основната бойна задача.